# Mohamed Salim
Mohamed Salim (en árabe: محمد سليم مبارك‎; Emiratos Árabes Unidos, 13 de enero de 1963) es un exfutbolista de los Emiratos Árabes Unidos que jugaba en la posición de centrocampista.

## Carrera

### Club
Jugó toda su carrera con el Shabab Al Ahli Club de 1983 a 1990.

### Selección nacional
Jugó para Emiratos Árabes Unidos en 12 ocasiones de 1983 a 1989 y anotó un gol, participó en la Copa Mundial de Fútbol de 1990 y en dos ediciones de la Copa Asiática, donde fue seleccionado en el equipo ideal del torneo en la edición de 1988.

## Logros
- Equipo Ideal de la Copa Asiática 1988.